# アレクサンドル・ドイチュ
| ララフ | 1929年7月5日 |

アレクサンドル・ニコラエヴィッチ・ドイチュ（ロシア語: Александр Николаевич Дейч、ラテン文字転写: Alexander Nikolaevich Deutsch、1899年12月31日/1900年1月1日 - 1986年11月22日）は、ソビエト連邦の天文学者。プルコヴォ天文台で功績を挙げた。

## 生涯
ドイチュは、現在はウクライナ共和国オデッサの一部となっている町レニで、1899年12月31日から1900年1月1日にかけての夜に生まれた。父ニコライ・オシポビッチはヴォルガ・ドイツ人の家系に生まれ、ポルタヴァの第30連隊に所属する職業軍人であった。母のルクレツィア・アナスタソヴナ・ディミトリアディはギリシャ系およびルーマニア系の血を引いていた。1900年代初頭、父の転属に伴って一家はサラトフに転居した。そこで幼少期を過ごした彼はギムナジウムを卒業後にサラトフ大学の物理学と数学の学部に進学した。1919年5月に赤軍に動員された彼は、赤軍ウラル戦線第4軍補給部やサラトフ州軍事委員部の事務員として勤務、1920年10月にはペトログラードの赤軍軍事経済アカデミーの研究助手に採用され、アカデミーの予備部門で初等数学を教えた。1923年1月に復員すると、1924年にはペトログラード大学を卒業した。

## プルコヴォ天文台での活動
1923年以降、ドイチュはプルコヴォ天文台と密接に関わりながら研究活動を続けた。1923年にプルコヴォ計算局のペトログラード支部で仕事に就くと、1925年までナウム・イデルソンの下で特に土星の衛星の位置計算に関する研究に就いた。プルコヴォ天文台に籍を移した後はセルゲイ・コスティンスキーの指導を受けた。
第二次世界大戦以前にプルコヴォ天文台の副台長に就任し、レニングラード包囲戦中の1941年から1942年には同天文台の台長を務めた。戦後、1945年に天文測定学および恒星天文学部門が設立されると、その部門長となり、1973年まで務めた。ドイチュはソビエトの天体写真学派の創始者の一人ともされる。1947年には教授となった。

## 科学的貢献
ドイチュは1935年から1985年にかけてA. N. Deutsch名義で研究活動を行った。1926年以降にはA. Deutsch名義での論文も発表されており、これらは同一人物によるものとされる。彼の主要な科学的業績は、恒星の固有運動の決定、銀河や恒星、褐色矮星などの天体写真撮影、そして軍艦の座標計算である。また、かに座61番星の暗い伴星の質量決定に関する研究も広く知られている。彼は日食観測（1927年、1936年、1945年）にも参加し、チフリス（現在のトビリシ）やスヴェルドロフスク（現在のエカテリンブルク）の経度測定（1930年）、アルハンゲリスクの経度測定（1932年）にも携わった。一部の論文は「Deich」という署名で発表されている。
彼は生涯で1つの小惑星を発見しており、小惑星センターにはA. Deutschとして登録されている。その小惑星は「(1148) ララフ」である。また、彼の出身地であるレニを記念して、リュドミーラ・チェルヌイフが発見した小惑星1792には、レニ」と命名された。

## 国際的な活動
ドイチュは国際天文学連合（IAU）の活動にも積極的に参加し、1961年にはIAU第24委員会（天文測定学委員会）の委員長に選出された。彼は1954年、1957年、1961年にルーマニアを訪問し、IAU総会（1961年、1964年、1967年）にも出席した。